# مات وونغ
مات وونغ (بالإنجليزية: Matt Wong)‏ هو عازف قيثارة أمريكي، ولد في 12 يناير 1973.

## وصلات خارجية
- مات وونغ على موقع ميوزك برينز (الإنجليزية)
- مات وونغ على موقع أول ميوزيك (الإنجليزية)
- مات وونغ على موقع ديسكوغز (الإنجليزية)